# Обикновена горила
Обикновената горила или Западноконгоанската горила (Gorilla gorilla) е една от двата вида горили, които принадлежат към рода Горили.
Горилите боледуват от коронавирусна болест 2019 и могат да предават инфекцията на хора, и на други животни.

## Популации
- Gorilla gorilla gorilla – Западноконгоанска низинна горила
- Gorilla gorilla diehli – Речна горила

Почти всички индивиди от този вид принадлежат към подвида западноконгоанска низинна горила (G. g. gorilla), чиято популация е приблизително 95 000. Смята се обаче, че от другия подвид - речната горила (G. g. diehli), остават само 250 до 300 индивида.

## Физически характеристики
В сравнение с източноконгоанската горила, обикновената горила е по-ниска, тежи по-малко, има по-стройна форма и светъл цвят на козината. Западноконгоанската низинна горила може да бъде кафява или сива с жълтеникаво чело. Мъжките обикновено са високи от 160 до 170 см и тежат 140 кг. Женските достигат височина от 120 до 140 см и тегло от 60 до 80 кг. Най-големите мъжки и женски обикновени горили тежат съответно до 200 кг и 98 кг. Мъжките низинни горили в плен обаче се отбелязва, че са в състояние да достигнат тегло до 275 кг. Мъжките стоят изправени на 1,63 м, а женските на 1,5 м. Речната горила се различава от низинната по черепа, както и по размерите на зъбите. Тя е също така с около 10-15 см по-висока и с 20 до 35 кг по-тежка, но все още е по-малка от източния си братовчед, който се смята за най-големия жив примат. Теглото на възрастните мъжки речни горили е от 140 до 200 кг, а на женските е до 100 кг. Височината на мъжките речни горили е 165-175 см, а на женските е до 140 см.

## Начин на живот
Западните горили живеят в групи между два и 20 индивида, съставени от поне един мъжки, няколко женски и тяхното потомство. Доминиращ мъжки води групата, а младите обикновено я напускат, когато достигнат зрялост. Женските се прехвърлят в друга група преди раждането, което започва между осмата и деветата година, и се грижат за новороденото през първите три до четири години от неговия живот. Интервалът между ражданията е дълъг, което отчасти обяснява бавните темпове на възстановяване на популацията. Поради дългото време на бременност и родителски грижи, както и детската смъртност, женската горила ражда на всеки шест до осем години. Обикновените горили имат дълъг живот и могат да живеят до 40 години в дивата природа. Територията на обитаване стига до 30 кв. км, но не се защитава активно. Известно е, че този вид горили използва инструменти.

### Храна
Храната на обикновените горили е богата на фибри и включва листа, стъбла, плодове, цветя и безгръбначни. Освен това различните групи се хранят с различни видове храна, което показва, че горилите имат култура на хранене. От безгръбначните се консумират най-често термити и мравки. Гъсеници, червеи и ларви са рядка храна.

## Природозащитен статус
Международният съюз за защита на природата определя обикновената горила като критично застрашен вид в Червената книга. Вирусът Ебола би могъл да намали популациите на горилите до точката, при която тяхното възстановяване да е невъзможно. Заплахи са също бакониерството, търговската сеч и гражданските войни в страните, които съставят хабитата на приматите. Тези фактори са причинили повече от 60% спад в броя на популацията през последните 20 до 25 години. Според оптимистичните оценки, възстановяването ще изисква 75 години.